# Simulium petersoni
Simulium petersoni es una especie de insecto del género Simulium, familia Simuliidae, orden Diptera.
Fue descrita científicamente por Stone & DeFoliart, 1959.